# Lopezia integrifolia
Lopezia integrifolia är en dunörtsväxtart som beskrevs av Dc.. Lopezia integrifolia ingår i släktet enmansblommor, och familjen dunörtsväxter. Inga underarter finns listade i Catalogue of Life.